# Ash Fork, Arizona
Ash Fork je naseljeno područje za statističke svrhe u američkoj saveznoj državi Arizona. Prema popisu stanovništva iz 2010. u njemu je živjelo 396 stanovnika.